# Gabiniani
Gabiniani (in latino Gabiniani milites) è il nome con cui è conosciuta un'unità militare terrestre dell'esercito romano, di stanza ad Alessandria, nel regno tolemaico d'Egitto, dal 55 al 47 a.C.

## Storia
Nel 55 a.C. il governatore romano della Siria, Aulo Gabinio, ricevette da Gneo Pompeo Magno l'ordine di restaurare Tolomeo XII sul trono d'Egitto, anche senza l'approvazione del senato romano; Gabinio, quindi, combatté contro Berenice IV, figlia di Tolomeo, e suo marito Archelao e rimise il sovrano egizio al potere. Gabinio, però, fu costretto a tornare in Siria e lasciò in Egitto una parte del suo esercito con il compito di proteggere il re; questi uomini presero quindi il nome di Gabiniani. Alla sua istituzione, questa unità militare era composta da legionari romani e circa 500 cavalieri di origine celtica o germanica, ma il numero esatto di unità è incerto. Presto i soldati si mescolarono con la popolazione greca ed egizia di Alessandria, abbandonando i costumi romani.
Nel 50 a.C. un nuovo governatore della Siria, Marco Calpurnio Bibulo, per far fronte a un'invasione dei Parti, mandò i suoi due figli maggiori ad Alessandria per richiedere che i Gabiniani andassero in suo aiuto; tuttavia, la guarnigione alessandrina, non volendo lasciare le proprie abitudini ad Alessandria, uccise i figli di Bibulo. La regina Cleopatra, succeduta al padre, mandò quindi i soldati colpevoli in catene da Bibulo per farli condannare, ma il governatore decise di rimandarli indietro poiché voleva che fossero giudicati dal senato.
Allo scoppio della guerra civile tra Cesare e Pompeo, una parte degli uomini dei Gabiniani furono inviati in appoggio a Pompeo. Quando Pompeo cercò rifugio in Egitto dopo la battaglia di Farsalo due membri dei Gabiniani, il tribuno militare Lucio Settimio e il centurione Salvio, lo assassinarono nel settembre del 48 a.C. Durante la guerra civile alessandrina i Gabiniani si schierarono con Tolomeo XIII contro Cesare e Cleopatra; questi ultimi vinsero però la guerra e Cesare lasciò ad Alessandria i suoi uomini al posto dei Gabiniani per proteggere Cleopatra e il nuovo re Tolomeo XIV.